# Lisa Cant
Lisa Cant (Edmonton, 28 de diciembre de 1985) es una modelo canadiense. Perteneció a la generación de modelos con "cara de muñeca", junto a Vlada Roslyakova, Lily Cole y Heather Marks.

## Biografía
Cant nació y creció en Edmonton, Canadá. Tiene 3 hermanas, Alanna, Rita y Marina. Es la tercera de 4.

## Carrera
Cuando tenía 14 años, en un Ikea, una modelo se acerca a Lisa y le da una tarjeta de Pat de Images Models.

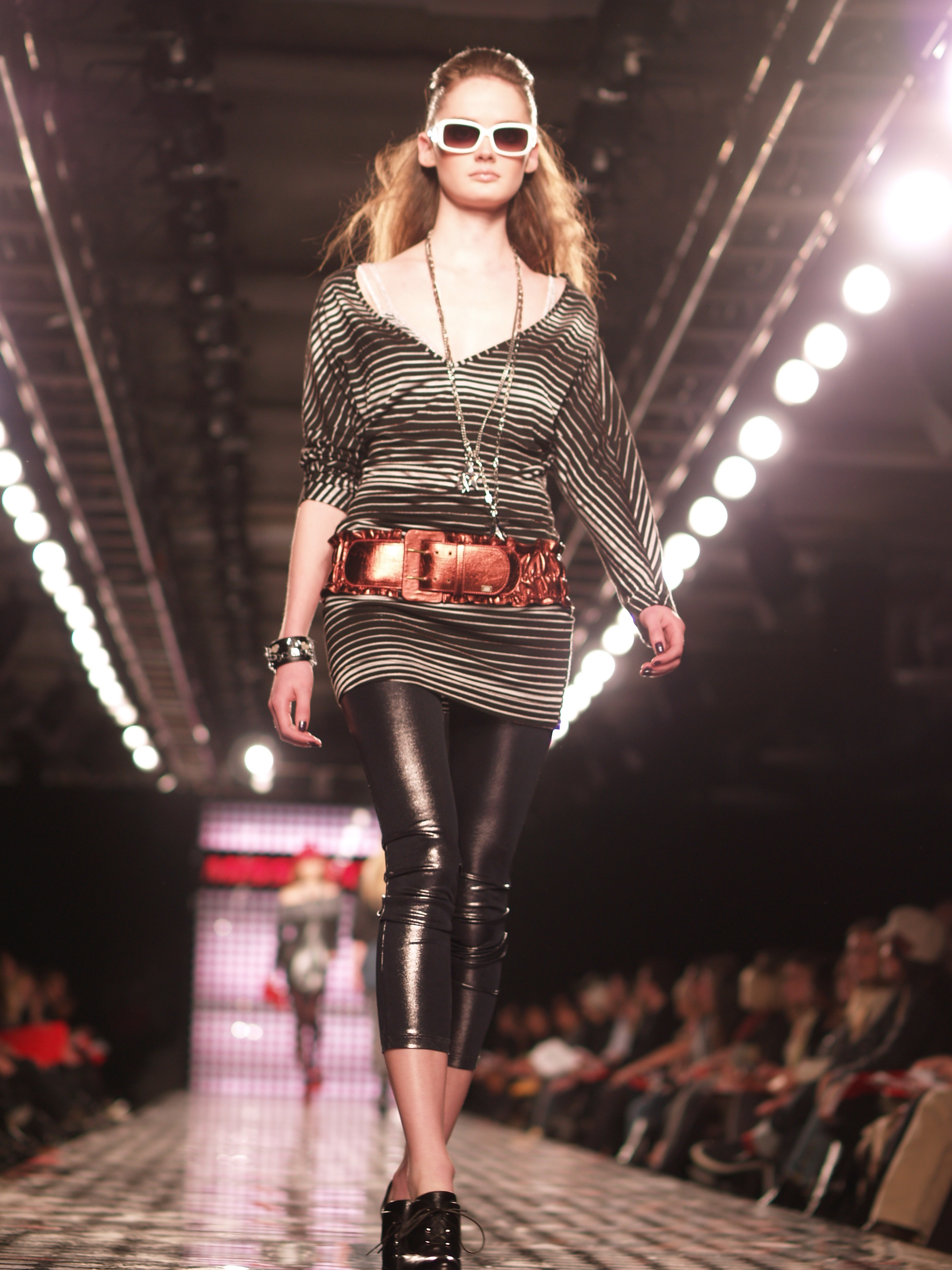
Cant desfilando para Miss Sixty en 2007

2 años después, debuta en las pasarelas de mano de Luisa Beccaria. En 2003, posa para Annie Leibovitz como imagen de Ann Taylor. Pero no es hasta el año siguiente, 2004, donde se consagra como top model, al caminar para marcas importantes tales como Chanel, Christian Dior, Dolce & Gabbana, Marc Jacobs, Anna Sui, Moschino, etc. Para la temporada Otoño/Invierno 2004 posa para la campaña de Versace, fotografiada por Steven Meisel, junto a Hana Soukupova, Élise Crombez, Fernanda Tavares, Michelle Buswell, Eugenia Volodina, Isabeli Fontana, Raquel Zimmermann, Caroline Trentini, Caroline Winberg y Mariacarla Boscono.
Ha sido portada de Vogue USA durante enero y mayo de 2005. También apareció en la portada de revistas como Vanity Fair, Vogue Italia, Elle Germany, entre otras.
En 2008, Cant decidió dejar el modelaje para entrar a la Universidad de Columbia.

## Vida personal
Se casó con un empresario polaco y reside allí. En 2013, tuvo un hijo llamado Charlie.